# Cirrhilabrus nahackyi
Cirrhilabrus nahackyi Walsh & Tanaka, 2012 è un pesce d'acqua salata appartenente alla famiglia Labridae che proviene dalle zone tropicali dell'oceano Pacifico del sud.

## Distribuzione e habitat
Proviene dalle barriere coralline del sud dell'oceano Pacifico.

## Descrizione
Presenta un corpo allungato, leggermente compresso ai lati, con la testa dal profilo non particolarmente appuntito. Gli occhi sono giallastri, abbastanza grandi. È una specie di piccole dimensioni.
Il dorso è rosso-arancione sulla testa, tra gli occhi, passano delle sottili striature orizzontali. Il resto del corpo è prevalentemente giallo. La pinna caudale e la pinna anale sono rosse, trasparenti, bordate di azzurro; la pinna dorsale è gialla e nera, con il bordo seghettato. Somiglia abbastanza a Cirrhilabrus bathyphilus.

## Biologia
Sconosciuta, ma le sue abitudini sono molto probabilmente simili a quelle delle altre specie del genere Cirrhilabrus.